# Zakariás próféta

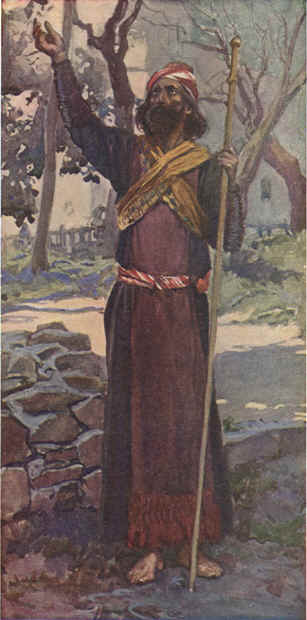
James Tissot: Zakariás

Zakariás a babiloni fogságból hazatérő zsidók korában működő héber próféta, az úgynevezett kispróféták egyike. Szolgálata Kr. e. 520 és Kr. e. 518 közé esett, kb. 16 évvel az első csoport hazatérése után. Könyvének elején Iddó próféta unokájaként és Berekiás fiaként említi magát.
Aggeus próféta kortársa volt. Amikor jeruzsálemi templomot építő nép lelkesedése alábbhagyott, és az építkezést hosszabb ideig szüneteltették, Aggeus prófétával együtt buzdította őket a templom építésének folytatására.
Zakariás feltehetőleg vértanúhalált halt a templomban, de haláláról az evangéliumokon kívül nincs más információ és egyes Bibliamagyarázók vitatják ezt, egy jóval korábban élt Zakariásra vonatkoztatva Jézus szavait.

## Az iszlám vallásban
A Korán is megemlíti Zakariást, mint Berekiás fiát, aki mártírhalált halt.